# Unakhotana
Unakhotana (=far-off people), kolektivno ime za Indijance Koyukukhotana i Yukonikhotana. Za Hodgea termin Unakhotana označava indijansko pleme koje je živjelo duž rijeke Yukon na Aljaski, a Allen kaže (1887) da ih je svih zajedno bilo 550.
Petitot (1865) ih naziva Hattchenae. Ostali zapisani nazivi za njih su Kahvichpaks, Ketlitk-Kutchín, Junachotana, Junakachotana, Jūnnăkāchotāna, Mnakho-tana, Ounhann-Kouttànæ, T'éttchié-Dhidié, Unakatana, Unakho-tána, Unakatana-Yunakakhotana.